# Pieter Gerbenzon

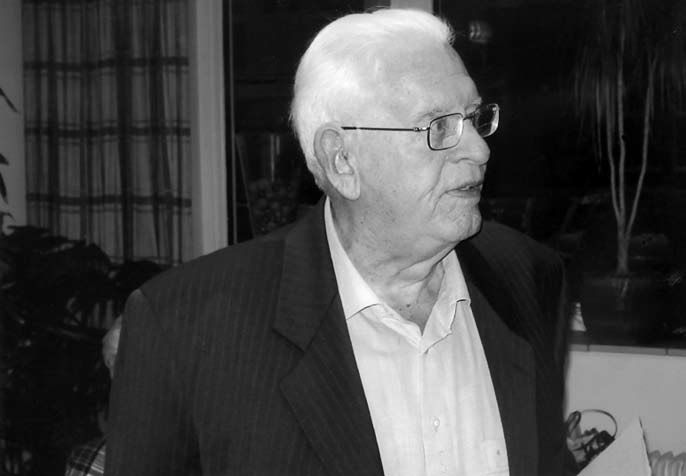

Pieter Gerbenzon (Leeuwarden, 20 juni 1920 - Luino, bij Lago Maggiore, 2 september 2009) was een Nederlandse hoogleraar rechtsgeschiedenis aan de Rijksuniversiteit Groningen en lid van de Koninklijke Nederlandse Akademie van Wetenschappen.

## Opleiding
Gerbenzon verkreeg via een examen een studiebeurs van een van de traditionele Friese "lenen" en ging rechten studeren in Groningen. In 1943 tekende hij, namens de stichting, een zogenaamde loyaliteitsverklaring en werd daardoor na de Tweede Wereldoorlog voor negen maanden van zijn studie uitgesloten. Hij deed hierdoor pas in 1947 zijn doctoraal examen in de rechten. Op instigatie van J.H. van Meurs, hoogleraar Romeins en oudvaderlands recht, was Gerbenzon na zijn kandidaatsexamen, colleges van lector Fries, P. Sipma, gaan volgen om Oudfriese rechtsbronnen te kunnen lezen. Hij werd, na zijn kandidaats, aangenomen als assistent van hoogleraar Fries J.H. Brouwer. In 1950 werd Gerbenzon wetenschappelijk ambtenaar en verwierf hij een beurs voor een studieverblijf in Oxford, waar hij Friese handschriften bestudeerde en colleges van de paleograaf Neil Ker volgde. Hierna verkreeg hij een ZWO-stipendium voor een verblijf van een paar maanden in Parijs, met name om de later door hem uitgegeven Codex Parisiensis te onderzoeken. Gerbenzons promotie vond plaats op 18 december 1956 en de titel van zijn dissertatie luidde: Excerpta legum, onderzoekingen betreffende enkele Friese rechtsboeken uit de vijftiende eeuw.

## Loopbaan
Kort na zijn promotie werd Gerbenzon benoemd tot hoogleraar Friese taal- en letterkunde in Utrecht; hij bleef tevens in Groningen werkzaam, nu als wetenschappelijk hoofdambtenaar A. Hij gaf zijn oratie in maart 1958 over Friese rechtstaal en vreemd recht. In 1964 benoemde de Groningse juridische faculteit Gerbenzon tot gewoon hoogleraar met de leeropdracht "het oudfriese en het oud-canonieke recht". Hij hield zijn inaugurale rede over Emo van Huizinge, een vroege decretalist. Na het overlijden van hoogleraar oudvaderlands recht P.W.A. Immink vroeg zijn faculteit Gerbenzon het onderwijs in dit vak te geven en werd zijn leeropdracht uitgebreid met "elementaire uitwendige Nederlandse rechtsgeschiedenis". Hij publiceerde in 1969 (samen met N.E. Algra) het leerboek Voortgangh des rechtes, de ontwikkeling van het Nederlands recht tegen de achtergrond van de West-Europese cultuur. Hij was naast zijn wetenschappelijk werk tevens redacteur van het Tijdschrift voor Rechtsgeschiedenis. In 1982 nam Gerbenzon eervol ontslag. 